# Лукашівка (Охтирський район)
Лукаші́вка — село в Україні, у Великописарівській громаді Охтирського району Сумської області. Населення становить 176 осіб. Колишній орган місцевого самоврядування — Дмитрівська сільська рада.

## Географія
Село Лукашівка розташоване на лівому березі річки Ворскла у місці де впадають у неї річки Братениця та Понури, вище за течією на відстані 2 км розташоване село Козинка (Бєлгородська область, нижче за течією на відстані 1.5 км розташоване село Олександрівка, на протилежному березі — село Заріччя Друге (Бєлгородська область).
Поруч пролягає автомобільний шлях.
Село знаходиться на кордоні з Росією.

## Історія
Село постраждало внаслідок геноциду українського народу, проведеного окупаційним урядом СССР 1932–1933 та 1946–1947 роках. 
12 червня 2020 року, відповідно до розпорядження Кабінету Міністрів України № 723-р «Про визначення адміністративних центрів та затвердження територій територіальних громад Сумської області», село увійшло до складу Великописарівської селищної громади.
19 липня 2020 року, в результаті адміністративно-територіальної реформи та ліквідації Великописарівського району, увійшло до складу новоутвореного Охтирського району.

## Населення

### Мова
Розподіл населення за рідною мовою за даними перепису 2001 року:
| Мова       | Кількість | Відсоток |
| ---------- | --------- | -------- |
| українська | 140       | 79.54%   |
| російська  | 36        | 20.46%   |
| Усього     | 176       | 100%     |